# Öttevény
Öttevény è un comune di 2 816 abitanti situato nella contea di Győr-Moson-Sopron, nell'Ungheria nordoccidentale.